# Controlware
Die Controlware GmbH ist ein in der D-A-CH-Region tätiger IT-Dienstleister und Systemintegrator mit Hauptsitz in Dietzenbach in Hessen.

## Geschichte
Die Controlware GmbH wurde 1980 vom ehemaligen Geschäftsführer Helmut Wörner gegründet. Das ursprüngliche Geschäftsfeld war die Entwicklung, Fertigung und der Vertrieb von High-Speed-Modems. Heute sieht sich das Unternehmen als einen unabhängigen Systemintegrator und Managed Service Provider.

## Geschäftsfelder und Standorte
Zentrale Geschäftsfelder der Controlware sind die Bereiche Network Solutions, Collaboration, Information Security, Data Center & Cloud, IT-Management und Managed Services.
Die Controlware unterhält Geschäftsstellen in Berlin, Meerbusch, Hamburg, Hannover-Langenhagen, Ingolstadt, Kassel, Leipzig, München, Stuttgart und Wolfsburg (Weyhausen) sowie in Graz, Innsbruck, Wien und der Schweiz. Die Controlware GmbH ist über die als Stiftung organisierte Controlware Holding GmbH Teil einer Unternehmensgruppe, zu der außerdem noch die Networkers AG in Hagen (IT-Dienstleistungen und Consulting), die ExperTeach GmbH in Dietzenbach (IT-Schulung und Consulting) sowie die Productware GmbH in Dietzenbach (Entwicklung und Auftragsfertigung elektronischer Baugruppen) gehören.